# Lusta inicializáció programtervezési minta
A számítógépes programozásban, a lusta inicializáció programtervezési minta egy olyan taktika, amely szerint késleltetjük egy objektum létrehozását, vagy valamely számításigényes művelet elvégzését egészen addig, amíg az objektumra vagy a számítás eredményére először ténylegesen szükség lesz.
Ezt tipikusan egy változó elérésére szolgáló eljárás vagy egy objektum-tulajdonság (property) definíció bevezetésével valósítjuk meg, amelyben ellenőrizzük, hogy az elérni (használni) kívánt objektum példány (vagy számítási eredmény) létezik-e már. Ha nem létezik, egy új példány kerül létrehozásra és tárolásra a kapcsolódó változóban, és ennek értéke kerül a hívónak (az adatra hivatkozó kódrészletnek) visszaadásra „éppen a kellő időben” (Just In Time) módon.
Ezzel a viselkedéssel az objektum létrehozását „elhalasztják” az első használatig, amely bizonyos körülmények között (pl. az objektum ritkább használata esetén), csökkenti a rendszer válaszidejét és gyorsítja az indítást azáltal, hogy elkerüli a nagyméretű objektumok előzetes létrehozását és memóriafoglalását. (Megjegyezzük, hogy akár ellenkező hatást okozhat az általános teljesítményben, ha a késleltetett objektum létrehozás előnyeit „elhasználjuk” a rendszer indító/előkészítő fázisa során.)
Több szálon futó kód esetén, a lusta inicializációval használt objektumokhoz való hozzáférést szinkronizálni kell (kölcsönös kizárás/mutex), a versenyhelyzet (race condition) elkerülése érdekében.
A késleltetett kiértékelés jól mutatja az alapötlet általános megvalósítását. Az erősen imperatív programozási nyelvekben ez a minta rejtett veszélyeket hordoz, csakúgy mint bármely programozási szokás amely megosztott állapotokra támaszkodik.

## A „lusta gyár”
A programtervezési minták nézőpontjából vizsgálva, a lusta inicializáció gyakran együttesen használt a gyártó metódus programtervezési mintával. Ez a megoldás három elgondolást kombinál:
- Egy gyártó metódust használunk, hogy példányokat kapjunk egy osztályból (gyártó metódus programtervezési minta)
- A példányokat egy asszociatív tömbben tároljuk (létrehozási paraméterek/létrehozott példány), így amikor legközelebb „ugyanazokkal” a paraméterekkel kérnek példányt a gyártól, „ugyanazt” a példányt adja majd vissza, ami az adott paraméterekkel már létrehozásra került  (többke programtervezési minta)
- Lusta inicializációt használunk az objektumok létrehozására, azok csak akkor jönnek létre, amikor először kérik őket a gyártól

## Példakódok

### C
C-ben a lusta inicializáció egyetlen függvényben vagy egyetlen forrásfájlban kerül megvalósításra, statikus változók használatával.
Egy függvényben:
```
#include
<string.h>

#include
<stdlib.h>

#include
<stddef.h>

#include
<stdio.h>

struct
 
fruit
 
{

    
char
 
*
name
;

    
struct
 
fruit
 
*
next
;

    
int
 
number
;

    
/* Egyéb adattagok */

};

struct
 
fruit
 
*
get_fruit
(
char
 
*
name
)
 
{

    
static
 
struct
 
fruit
 
*
fruit_list
;

    
static
 
int
 
seq
;

    
struct
 
fruit
 
*
f
;

    
for
 
(
f
=
fruit_list
;
 
f
;
 
f
=
f
->
next
)

        
if
 
(
0
==
strcmp
(
name
,
 
f
->
name
))

            
return
 
f
;

    
if
 
(
!
(
f
 
=
 
malloc
(
sizeof
(
struct
 
fruit
))))

        
return
 
NULL
;

    
if
 
(
!
(
f
->
name
 
=
 
strdup
(
name
)))
 
{

        
free
(
f
);

        
return
 
NULL
;

    
}

    
f
->
number
 
=
 
++
seq
;

    
f
->
next
 
=
 
fruit_list
;

    
fruit_list
 
=
 
f
;

    
return
 
f
;

}

/* Példa kód */

int
 
main
(
int
 
argc
,
 
char
 
*
argv
[])
 
{

    
int
 
i
;

    
struct
 
fruit
 
*
f
;

    
if
 
(
argc
<
2
)
 
{

        
fprintf
(
stderr
,
 
"Használat: fruits gyümölcs-név [...]
\n
"
);

        
exit
(
1
);

    
}

    
for
 
(
i
=
1
;
 
i
<
argc
;
 
i
++
)
 
{

        
if
 
((
f
 
=
 
get_fruit
(
argv
[
i
])))
 
{

            
printf
(
"Gyümölcs %s: száma %d
\n
"
,
 
argv
[
i
],
 
f
->
number
);

        
}

    
}

    
return
 
0
;

}

```

Egyetlen forrásfájl használata a fentiek helyett lehetővé teszi, hogy az állapotok megosztásra kerüljenek több függvény között úgy, hogy a nem kapcsolódó függvények elől továbbra is el vannak rejtve.
fruit.h:
```
#ifndef _FRUIT_INCLUDED_

#define _FRUIT_INCLUDED_

struct
 
fruit
 
{

    
char
 
*
name
;

    
struct
 
fruit
 
*
next
;

    
int
 
number
;

    
/* Egyéb adattagok */

};

struct
 
fruit
 
*
get_fruit
(
char
 
*
name
);

void
 
print_fruit_list
(
FILE
 
*
file
);

#endif 
/* _FRUIT_INCLUDED_ */

```

fruit.c:
```
#include
<string.h>

#include
<stdlib.h>

#include
<stddef.h>

#include
<stdio.h>

#include
"fruit.h"

static
 
struct
 
fruit
 
*
fruit_list
;

static
 
int
 
seq
;

struct
 
fruit
 
*
get_fruit
(
char
 
*
name
)
 
{

    
struct
 
fruit
 
*
f
;

    
for
 
(
f
=
fruit_list
;
 
f
;
 
f
=
f
->
next
)

        
if
 
(
0
==
strcmp
(
name
,
 
f
->
name
))

            
return
 
f
;

    
if
 
(
!
(
f
 
=
 
malloc
(
sizeof
(
struct
 
fruit
))))

        
return
 
NULL
;

    
if
 
(
!
(
f
->
name
 
=
 
strdup
(
name
)))
 
{

        
free
(
f
);

        
return
 
NULL
;

    
}

    
f
->
number
 
=
 
++
seq
;

    
f
->
next
 
=
 
fruit_list
;

    
fruit_list
 
=
 
f
;

    
return
 
f
;

}

void
 
print_fruit_list
(
FILE
 
*
file
)
 
{

    
struct
 
fruit
 
*
f
;

    
for
 
(
f
=
fruit_list
;
 
f
;
 
f
=
f
->
next
)

        
fprintf
(
file
,
 
"%4d  %s
\n
"
,
 
f
->
number
,
 
f
->
name
);

}

```

main.c:
```
#include
<stdlib.h>

#include
<stdio.h>

#include
"fruit.h"

int
 
main
(
int
 
argc
,
 
char
 
*
argv
[])
 
{

    
int
 
i
;

    
struct
 
fruit
 
*
f
;

    
if
 
(
argc
<
2
)
 
{

        
fprintf
(
stderr
,
 
"Használat: fruits gyümölcs-név [...]
\n
"
);

        
exit
(
1
);

    
}

    
for
 
(
i
=
1
;
 
i
<
argc
;
 
i
++
)
 
{

        
if
 
((
f
 
=
 
get_fruit
(
argv
[
i
])))
 
{

            
printf
(
"Gyümölcs %s: száma %d
\n
"
,
 
argv
[
i
],
 
f
->
number
);

        
}

    
}

    
printf
(
"A következő gyümölcsök (fruits) generálódtak:
\n
"
);

    
print_fruit_list
(
stdout
);

    
return
 
0
;

}

```

### C#
A .NET 4.0-ban a Microsoft elérhetővé tett egy Lazy osztályt, amely lusta (késői) betöltéshez használható. Az alábbi néhány sor mintakód a Fruit osztály lusta betöltését mutatja:
```
Lazy
<
Fruit
>
 
lazyFruit
 
=
 
new
 
Lazy
<
Fruit
>
();

Fruit
 
fruit
 
=
 
lazyFruit
.
Value
;

```

Az alábbi egy minta kód C# programozási nyelven.
A Fruit osztály maga nem csinál semmit a példában, a _typesDictionary osztály-változó egy szótár/asszociatív tömb amiben a Fruit példányokat tároljuk a typeName (típusnév) alapján.
```
using
 
System
;

using
 
System.Collections
;

using
 
System.Collections.Generic
;

public
 
class
 
Fruit

{

    
private
 
string
 
_typeName
;

    
private
 
static
 
Dictionary
<
string
,
 
Fruit
>
 
_typesDictionary
 
=
 
new
 
Dictionary
<
string
,
 
Fruit
>
();

    
private
 
Fruit
(
String
 
typeName
)

    
{

        
this
.
_typeName
 
=
 
typeName
;

    
}

    
public
 
static
 
Fruit
 
GetFruitByTypeName
(
string
 
type
)

    
{

        
Fruit
 
fruit
;

        
if
 
(
!
_typesDictionary
.
TryGetValue
(
type
,
 
out
 
fruit
))

        
{

            
// Lusta inicializáció

            
fruit
 
=
 
new
 
Fruit
(
type
);

            
_typesDictionary
.
Add
(
type
,
 
fruit
);

        
}

        
return
 
fruit
;

    
}

    
public
 
static
 
void
 
ShowAll
()

    
{

        
if
 
(
_typesDictionary
.
Count
 
>
 
0
)

        
{

            
Console
.
WriteLine
(
"Az elkészített példányok száma = {0}"
,
 
_typesDictionary
.
Count
);

            

            
foreach
 
(
KeyValuePair
<
string
,
 
Fruit
>
 
kvp
 
in
 
_typesDictionary
)

            
{

                
Console
.
WriteLine
(
kvp
.
Key
);

            
}

            

            
Console
.
WriteLine
();

        
}

    
}

    

    
public
 
Fruit
()

    
{

        
// szükséges a mintakód lefordításához

    
}

}

class
 
Program

{

    
static
 
void
 
Main
(
string
[]
 
args
)

    
{

        
Fruit
.
GetFruitByTypeName
(
"Banana"
);

        
Fruit
.
ShowAll
();

        
Fruit
.
GetFruitByTypeName
(
"Apple"
);

        
Fruit
.
ShowAll
();

        
// az előzőleg már létrehozott példányt adja vissza 

        
// ami a "Banana" paraméterrel való első hívásnál létrejött

        
Fruit
.
GetFruitByTypeName
(
"Banana"
);

        
Fruit
.
ShowAll
();

        
Console
.
ReadLine
();

    
}

}

```

Az alábbiakban egy meglehetősen lényegre törő példáját mutatjuk be a lusta inicializáció programtervezési mintának azzal, hogy a példa enumerációt (felsorolással definiált típust) használ alkalmazott típusként.
```
//IVSR: LazyInitialization design pattern

namespace
 
IVSR.DesignPatterns.LazyInitialization

{

    
public
 
class
 
LazyFactoryObject

    
{

        
// az elemek belsőleg használt gyűjteménye.

        
// az IDictionary típus gondoskodik róla, hogy az elemek egyediek legyenek

        
private
 
IDictionary
<
LazyObjectType
,
 
LazyObject
>
 
_LazyObjectList
 
=
 

            
new
 
Dictionary
<
LazyObjectType
,
 
LazyObject
>
();

        
// felsorolási típus a kívánt típusnevek megadásához.

        
// így nem szükséges string paraméterátadást, 

        
// és lehetséges a fordításkori típusellenőrzés

        
public
 
enum
 
LazyObjectType

        
{
 

            
None
,

            
Small
,

            
Big
,

            
Bigger
,

            
Huge

        
}

        
// egy általános típus a létrehozandó objektumoknak

        
public
 
struct
 
LazyObject

        
{

            
public
 
LazyObjectType
 
Name
;

            
public
 
IList
<
int
>
 
Result
;

        
}

        
// egy felsorolási típus elemet vesz át, és létrehoz egy 

        
// 'drága' (időigényes, számításigényes stb.) listát

        
private
 
IList
<
int
>
 
Result
(
LazyObjectType
 
name
)

        
{

            
IList
<
int
>
 
result
 
=
 
null
;

            
switch
 
(
name
)

            
{
 

                
case
 
LazyObjectType
.
Small
:

                    
result
 
=
 
CreateSomeExpensiveList
(
1
,
 
100
);

                    
break
;

                
case
 
LazyObjectType
.
Big
:

                    
result
 
=
 
CreateSomeExpensiveList
(
1
,
 
1000
);

                    
break
;

                
case
 
LazyObjectType
.
Bigger
:

                    
result
 
=
 
CreateSomeExpensiveList
(
1
,
 
10000
);

                    
break
;

                
case
 
LazyObjectType
.
Huge
:

                    
result
 
=
 
CreateSomeExpensiveList
(
1
,
 
100000
);

                    
break
;

                
case
 
LazyObjectType
.
None
:

                    
result
 
=
 
null
;

                    
break
;

                
default
:

                    
result
 
=
 
null
;

                    
break
;

            
}

            
return
 
result
;

        
}

        
// nem lenne 'drága' (számításigényes) létrehozni az elemet 

        
// de hogy érthető legyen a lényeg, késleltetjük néhány 

        
// számításigényes objektum létrehozását addig, 

        
// amíg szükség nem lesz rájuk

        
private
 
IList
<
int
>
 
CreateSomeExpensiveList
(
int
 
start
,
 
int
 
end
)

        
{

            
IList
<
int
>
 
result
 
=
 
new
 
List
<
int
>
();

            
for
 
(
int
 
counter
 
=
 
0
;
 
counter
 
<
 
(
end
 
-
 
start
);
 
counter
++
)

            
{

                
result
.
Add
(
start
 
+
 
counter
);

            
}

            
return
 
result
;

        
}

        
public
 
LazyFactoryObject
()

        
{
 

            
// üres konstruktor

        
}

        
public
 
LazyObject
 
GetLazyFactoryObject
(
LazyObjectType
 
name
)

        
{

            
LazyObject
 
noGoodSomeOne
;

            
// 'előveszi' a LazyObjectType elemet a listáról ha van már ott,

            
// egyébként (ha nincs) létrehoz egyet és a listára (is) teszi

            
if
 
(
!
_LazyObjectList
.
TryGetValue
(
name
,
 
out
 
noGoodSomeOne
))

            
{

                
noGoodSomeOne
 
=
 
new
 
LazyObject
();

                
noGoodSomeOne
.
Name
 
=
 
name
;

                
noGoodSomeOne
.
Result
 
=
 
this
.
Result
(
name
);

                
_LazyObjectList
.
Add
(
name
,
 
noGoodSomeOne
);

            
}

            
return
 
noGoodSomeOne
;

        
}

    
}

}

```

### C++
Az alábbiakban egy C++ példa.
```
#include
 
<iostream>

#include
 
<string>

#include
 
<map>

 

using
 
namespace
 
std
;

 

class
 
Fruit
 
{

    
public
:

        
static
 
Fruit
*
 
getFruit
(
const
 
string
&
 
type
);

        
static
 
void
 
printCurrentTypes
();

    
private
:

        
static
 
map
<
string
,
Fruit
*>
 
types
;

        
string
 
type
;

        
// megjegyzés: a privát konstruktor kikényszeríti, hogy a statikus 

        
// getFruit() függvénnyel kelljen objektum példányt létrehozni

        
Fruit
(
const
 
string
&
 
t
)
 
:
 
type
(
 
t
 
)
 
{}

};

// szükséges definíció a statikus tag-változó használatához

map
<
string
,
Fruit
*>
 
Fruit
::
types
;
        

 

/*

 * Lusta gyártó metódus, azt a 'Fruit' példányt veszi elő, amire a paraméterként

 * átadott névvel hivatkoztak. Létrehoz egy új példányt, ha szükséges.

 * előfeltétel: a 'type' paraméter valamilyen gyümölcs név legyen pl. "alma"

 * utófeltétel: visszaadja a 'Fruit' példányt, amire a névvel hivatkoztunk

 */

Fruit
*
 
Fruit::getFruit
(
const
 
string
&
 
type
)
 
{

    
// próbálunk keresni egy létező példányt; ha nem találunk, 

    
// az std::map függvény 'types.end()' értéket ad vissza

    
map
<
string
,
Fruit
*>::
iterator
 
it
 
=
 
types
.
find
(
type
);
  

 

    
Fruit
 
*
f
;

    
if
 
(
it
 
==
 
types
.
end
())
 
{
 

        
// ha nem találtunk példányt a kért típusból, hozzunk létre egyet

        
f
 
=
 
new
 
Fruit
(
type
);
 
// lusta inicializációs rész

        
// hozzáadjuk az újonnan létrehozott 'Fruit' példányt 

        
// a 'types' asszociatív tömbhöz, hogy később megtaláljuk

        
types
[
type
]
 
=
 
f
;
     

    
}
 
else
 
{
 
// ha már van ilyen példányunk

        
// a visszaadott érték a megtalált 'Fruit' példány lesz

        
f
 
=
 
it
->
second
;
 

    
}

    
return
 
f
;

}

/*

 * Példaként lássuk a minta használatát

 */

void
 
Fruit::printCurrentTypes
()
 
{

    
if
 
(
!
types
.
empty
())
 
{

        
cout
 
<<
 
"A létrehozott példányok száma = "
 
<<
 
types
.
size
()
 
<<
 
endl
;

        
for
 
(
map
<
string
,
Fruit
*>::
iterator
 
iter
 
=
 
types
.
begin
();
 
iter
 
!=
 
types
.
end
();
 
++
iter
)
 
{

            
cout
 
<<
 
(
*
iter
).
first
 
<<
 
endl
;

        
}

        
cout
 
<<
 
endl
;

    
}

}

int
 
main
(
void
)
 
{

    
Fruit
::
getFruit
(
"Banana"
);

    
Fruit
::
printCurrentTypes
();

 

    
Fruit
::
getFruit
(
"Apple"
);

    
Fruit
::
printCurrentTypes
();

 

    
// az előzőleg már létrehozott példányt adja vissza 

    
// ami a "Banana" paraméterrel való első hívásnál létrejött

    
Fruit
::
getFruit
(
"Banana"
);

    
Fruit
::
printCurrentTypes
();

 

    
return
 
0
;

}

/*

KIMENET:

A létrehozott példányok száma = 1

Banana

 

A létrehozott példányok száma = 2

Apple

Banana

 

A létrehozott példányok száma = 2

Apple

Banana

*/

```

### Java
Az alábbiakban egy Java példát mutatunk be.
```
import
 
java.util.HashMap
;

import
 
java.util.Map
;

import
 
java.util.Map.Entry
;

public
 
class
 
Program
 
{

    
/**

     * @param args

     */

    
public
 
static
 
void
 
main
(
String
[]
 
args
)
 
{

        
Fruit
.
getFruitByTypeName
(
FruitType
.
BANANA
);

        
Fruit
.
showAll
();

        
Fruit
.
getFruitByTypeName
(
FruitType
.
APPLE
);

        
Fruit
.
showAll
();

        
Fruit
.
getFruitByTypeName
(
FruitType
.
BANANA
);

        
Fruit
.
showAll
();

    
}

}

enum
 
FruitType
 
{

    
NONE
,

    
APPLE
,

    
BANANA
,

}

class
 
Fruit
 
{

    
private
 
static
 
Map
<
FruitType
,
 
Fruit
>
 
types
 
=
 
new
 
HashMap
<>
();

    

    
/**

     * A privát konstruktor kikényszeríti a gyártó metódus használatát.

     * @param type

     */

    
private
 
Fruit
(
FruitType
 
type
)
 
{

    
}

    

    
/**

     * Lusta gyártó metódus, azt a 'Fruit' példányt veszi elő, amire a paraméterrel

     * hivatkoztak. Létrehoz egy új példányt, ha szükséges.

     * @param type Bármilyen a típusnál megengedett gyümölcs név, pl. APPLE

     * @return A 'Fruit' példány, amire a típus-elem névvel hivatkoztunk

     */

    
public
 
static
 
Fruit
 
getFruitByTypeName
(
FruitType
 
type
)
 
{

        
Fruit
 
fruit
;

        
// Ennek a programrésznek konkurencia problémái lehetnek.

        
// Az alábbiakban a 'types'-hoz való hozzáférés nem szinkronizált, 

        
// így a 'types.put' és a 'types.containsKey' egyszerre is meghívásra kerülhet.

        
// Nem kell meglepődni, ha az adatok sérülnek... :)

        
if
 
(
!
types
.
containsKey
(
type
))
 
{

            
// Lusta inicializáció

            
fruit
 
=
 
new
 
Fruit
(
type
);

            
types
.
put
(
type
,
 
fruit
);

        
}
 
else
 
{

            
// OK, már elérhető

            
fruit
 
=
 
types
.
get
(
type
);

        
}

        

        
return
 
fruit
;

    
}

    

    
/**

     * Lusta gyártó metódus, azt a 'Fruit' példányt veszi elő, amire a paraméterrel

     * hivatkoztak. Létrehoz egy új példányt, ha szükséges. Duplán ellenőrzött lockolás

     * mintát használ a konkurens hozzáférés biztonságossá tételére.

     * @param type Bármilyen a típusnál megengedett gyümölcs név, pl. APPLE

     * @return A 'Fruit' példány, amire a típus-elem névvel hivatkoztunk

     */

    
public
 
static
 
Fruit
 
getFruitByTypeNameHighConcurrentVersion
(
FruitType
 
type
)
 
{

        
if
 
(
!
types
.
containsKey
(
type
))
 
{

            
synchronized
 
(
types
)
 
{

                
// Újra ellenőrizzük a 'type' létezését, miután lockoltuk a 'types'-t

                
// hogy biztosak legyünk benne, hogy nem került időközben létrehozásra

                
// belőle példány egy másik programszálon

                
if
 
(
!
types
.
containsKey
(
type
))
 
{

                    
// Lusta inicializáció

                    
types
.
put
(
type
,
 
new
 
Fruit
(
type
));

                
}

            
}

        
}

        

        
return
 
types
.
get
(
type
);

    
}

    

    
/**

     * Kiírja az összes létrehozott 'Fruit' példányt.

     */

    
public
 
static
 
void
 
showAll
()
 
{

        
if
 
(
types
.
size
()
 
>
 
0
)
 
{

 

           
System
.
out
.
println
(
"A létrehozott példányok száma = "
 
+
 
types
.
size
());

            

            
for
 
(
Entry
<
FruitType
,
 
Fruit
>
 
entry
 
:
 
types
.
entrySet
())
 
{

                
String
 
fruit
 
=
 
entry
.
getKey
().
toString
();

                
fruit
 
=
 
Character
.
toUpperCase
(
fruit
.
charAt
(
0
))
 
+
 
fruit
.
substring
(
1
);

                
System
.
out
.
println
(
fruit
);

            
}

            

            
System
.
out
.
println
();

        
}

    
}

}

```

Kimenet

```
A létrehozott példányok száma = 1
Banana

A létrehozott példányok száma = 2
Banana
Apple

A létrehozott példányok száma = 2
Banana
Apple

```

### JavaScript
Az alábbiakban egy JavaScript példa.
```
var
 
Fruit
 
=
 
(
function
()
 
{

  
var
 
types
 
=
 
{};

  
function
 
Fruit
()
 
{};

  
// visszaadja a paraméterként kapott objektum 

  
// tulajdonságainak(property) számát

  
function
 
count
(
obj
)
 
{

    
return
 
Object
.
keys
(
obj
).
length
;

  
}

  
var
 
_static
 
=
 
{

    
getFruit
:
 
function
(
type
)
 
{

      
if
 
(
typeof
 
types
[
type
]
 
==
 
'undefined'
)
 
{

        
types
[
type
]
 
=
 
new
 
Fruit
;

      
}

      
return
 
types
[
type
];

    
},

    
printCurrentTypes
:
 
function
 
()
 
{

      
console
.
log
(
'A létrehozott példányok száma: '
 
+
 
count
(
types
));

      
for
 
(
var
 
type
 
in
 
types
)
 
{

        
console
.
log
(
type
);

      
}

    
}

  
};

  
return
 
_static
;

})();

Fruit
.
getFruit
(
'Apple'
);

Fruit
.
printCurrentTypes
();

Fruit
.
getFruit
(
'Banana'
);

Fruit
.
printCurrentTypes
();

Fruit
.
getFruit
(
'Apple'
);

Fruit
.
printCurrentTypes
();

```

Kimenet

```
A létrehozott példányok száma: 1
Apple

A létrehozott példányok száma: 2
Apple
Banana

A létrehozott példányok száma: 2
Apple
Banana

```

### PHP
Az alábbiakban egy példa a lusta inicializációra PHP 5-ben:
```
<?php

header
(
'Content-type:text/plain; charset=utf-8'
);

class
 
Fruit
 
{

    
private
 
$type
;

    
private
 
static
 
$types
 
=
 
array
();

    
private
 
function
 
__construct
(
$type
)
 
{

        
$this
->
type
 
=
 
$type
;

    
}

    
public
 
static
 
function
 
getFruit
(
$type
)
 
{

        
// A lusta inicializáció itt történik

        
if
 
(
!
isset
(
self
::
$types
[
$type
]))
 
{

            
self
::
$types
[
$type
]
 
=
 
new
 
Fruit
(
$type
);

        
}

        
return
 
self
::
$types
[
$type
];

    
}

    
public
 
static
 
function
 
printCurrentTypes
()
 
{

        
echo
 
'A létrehozott példányok száma: '
 
.
 
count
(
self
::
$types
)
 
.
 
"
\n
"
;

        
foreach
 
(
array_keys
(
self
::
$types
)
 
as
 
$key
)
 
{

            
echo
 
"
$key
\n
"
;

        
}

        
echo
 
"
\n
"
;

    
}

}

Fruit
::
getFruit
(
'Apple'
);

Fruit
::
printCurrentTypes
();

Fruit
::
getFruit
(
'Banana'
);

Fruit
::
printCurrentTypes
();

Fruit
::
getFruit
(
'Apple'
);

Fruit
::
printCurrentTypes
();

/*

KIMENET:

A létrehozott példányok száma: 1

Apple

A létrehozott példányok száma: 2

Apple

Banana

A létrehozott példányok száma: 2

Apple

Banana

*/

?>

```

### Python
Az alábbiakban egy példa Python programozási nyelven (2.x verziójú Python).
```
class
 
Fruit
:

    
def
 
__init__
(
self
,
 
sort
):

        
self
.
sort
 
=
 
sort

    

class
 
Fruits
:

    
def
 
__init__
(
self
):

        
self
.
sorts
 
=
 
{}

    
    
def
 
get_fruit
(
self
,
 
sort
):

        
if
 
sort
 
not
 
in
 
self
.
sorts
:

            
self
.
sorts
[
sort
]
 
=
 
Fruit
(
sort
)

        
        
return
 
self
.
sorts
[
sort
]

if
 
__name__
 
==
 
'__main__'
:

    
fruits
 
=
 
Fruits
()

    
print
 
fruits
.
get_fruit
(
'Apple'
)

    
print
 
fruits
.
get_fruit
(
'Lime'
)

```

### Ruby
Az alábbiakban egy példa Ruby nyelven, egy távoli szolgáltatástól származó (mint pl. a Google-é) autentikációs token lusta inicializálására.
```
require
 
'net/http'

class
 
Blogger

  
def
 
auth_token

    
@auth_token
 
||=

      
(
res
 
=
 
Net
::
HTTP
.
post_form
(
uri
,
 
params
))
 
&&

      
get_token_from_http_response
(
res
)

  
end

  
# a 'get_token_from_http_response', az 'uri' és a 'params' később vannak definiálva az osztályban

end

b
 
=
 
Blogger
.
new

b
.
instance_variable_get
(
:@auth_token
)
 
# nil értéket ad vissza

b
.
auth_token
 
# a tokent adja vissza

b
.
instance_variable_get
(
:@auth_token
)
 
# a tokent adja vissza

```

### Smalltalk
Az alábbiakban egy Smalltalk nyelvű példa, egy tipikus változó-elérést biztosító metódusra, amely a változó értékét lusta inicializáció használatával adja vissza.
```
    
height

        
^
height
 
ifNil:
 [
height
 
:=
 
2.0
]
.

```

A fentiek 'nem-lusta' alternatívája egy inicializációs metódus használata, ami már akkor lefut, amikor az objektum létrejön. Ebben az esetben egy egyszerűbb változó-elérésre szolgáló metódus használható az érték kiolvasására.
```
    
initialize

        
height
 
:=
 
2.0

    
height

        
^
height

```

Megjegyezzük, hogy a lusta inicializáció a nem objektumorientált nyelvekben is használható.

### Scala
A Scala programozási nyelvnek beépített támogatása van a lusta változó inicializációhoz.
```
 
scala
>
 
val
 
x
 
=
 
{
 
println
(
"Hello"
);
 
99
 
}

 
Hello

 
x
:
 
Int
 
=
 
99

 
scala
>
 
lazy
 
val
 
y
 
=
 
{
 
println
(
"Hello!!"
);
 
31
 
}

 
y
:
 
Int
 
=
 
<
lazy
>

 
scala
>
 
y

 
Hello
!!

 
res2
:
 
Int
 
=
 
31

 
scala
>
 
y

 
res3
:
 
Int
 
=
 
31

```

## Külső hivatkozások (angolul)
- Article "Java Tip 67: Lazy instantiation - Balancing performance and resource usage" by Philip Bishop and Nigel Warren
- Java code examples
- Use Lazy Initialization to Conserve Resources
- Description from the Portland Pattern Repository
- Lazy Initialization of Application Server Services
- Lazy Inheritance in JavaScript
- Lazy Inheritance in C#

## Fordítás
Ez a szócikk részben vagy egészben  a   Lazy initialization című angol Wikipédia-szócikk ezen változatának fordításán alapul.  Az eredeti cikk szerkesztőit annak laptörténete sorolja fel. Ez a jelzés csupán a megfogalmazás eredetét és a szerzői jogokat jelzi, nem szolgál a cikkben szereplő információk forrásmegjelöléseként.